# درة شور (بشتكوه)
درة شور (بالفارسية: دره شور) هي قرية تقع في إيران في Poshtkuh Rural District. يقدر عدد سكانها بـ 33 نسمة .